# Владимир Морозов
Владимир Викторович Морозов (рус. Владимир Викторович Морозов; Новосибирск, 16. јун 1992) руски је пливач чија ужа специјалност су спринтерске трке слободним, леђним и прсним стилом. Вишеструки је национални првак и рекордер, некадашњи светски рекордер на 100 мешовито у малим базенима, вишеструки европски и светски првак и освајач бронзане олимпијске медаље са ЛОИ 2012. године. 
Студирао је економију на Универзитету Јужне Калифорније у Лос Анђелесу, где живи од 2006. године. 

## Спортска биографија
Морозов је рођен у Новосибирску, граду у јужном Сибиру, где је завршио основну школу и где је почео да тренира пливање још као деветогодишњи дечак. Са 14 година се заједно са мајком преселио у Сједињене Државе, у градић Торанс у Калифорнији где је завршио средњу школу, а потом се преселио у Лос Анђелес где је уписао студије економије на Универзитету Јужне Калифорније.  
Иако је на почетку пливачке каријере желео да се такмичи под заставом Сједињених Држава ипак је одлучио да настипа за Русију, за чију репрезентацију је дебитовао 2011. на Светском првенству у Шангају. Годину дана касније успео је да се избори за место у олимпијској репрезентацији Русије за ЛОИ 2012. у Лондону. На свом олимпијском дебију Морозов је остварио велики успех пошто је као члан руске штафете на 4×100 метара слободно, заједно са Гречином, Лобинцевим и Изотовим, освојио бронзану олимпијску медаљу. Годину је завршио са по две титуле европског и светског првака у малим базенима.
Такмичио се и на светским првенствима у Барселони 2013, Казању 2015, Будимпешти 2017. и Квангџуу 2019. са којих има освојене по три сребрне и бронзане меаље. На светским првенствима у малим базенима је дебитовао у Истанбулу 2012, а потом је учествовао и на наредна три првенства света, у Дохи 2014, Виндзору 2016. и Хангџоуу 2018, на којима је освојио укупно 20 медаља, од чега 9 златних. 
У истом периоду је редовно учествовао и на првенствима Европе у великим и малим базенима где је освојио чак 19 златних медаља (закључно са Европским првенством у малим базенима у Глазгову 2019. године). 
Морозов је био члан руског олимпијског тима и на Играма 2016. у Рију где је остварио два пласмана на четврто место у штафетним тркама на 4×100 слободно и 4×100 мешовито.